# China International Cartoon and Animation Festival
El China International Cartoon and Animation Festival (xinès simplificat: 中国国际动漫节, pinyin: Zhōngguó Guójì Dòngmàn Jié, literalment 'Festival Internacional del Dongman de la Xina'; també citat com China Int'l Cartoon & Animation Festival o amb les sigles CICAF) és un festival de cinema de la Xina, que se celebra a la ciutat de Hangzhou, a la província de Zhejiang.
Està dedicat al Dongman, és a dir, tant al cinema d'animació com al còmic, incloent-hi el manhua i el cinema d'animació de la Xina, així com l'internacional. Fou el primer festival d'animació de la República Popular, i se'l considera el més gran i important del país, l'únic d'abast nacional, i un dels més rellevants del món. S'entreguen els premis Golden Monkey King, considerats els guardons més prestigiosos del cinema d'animació a la Xina.
Se celebra des de finals d'abril fins a principis de maig cada any des del 2005, i té com a seu la ciutat creativa ecològica del llac Hangzhou Baima, a prop del Museu del Còmic i l'Animació de la Xina.

## Història

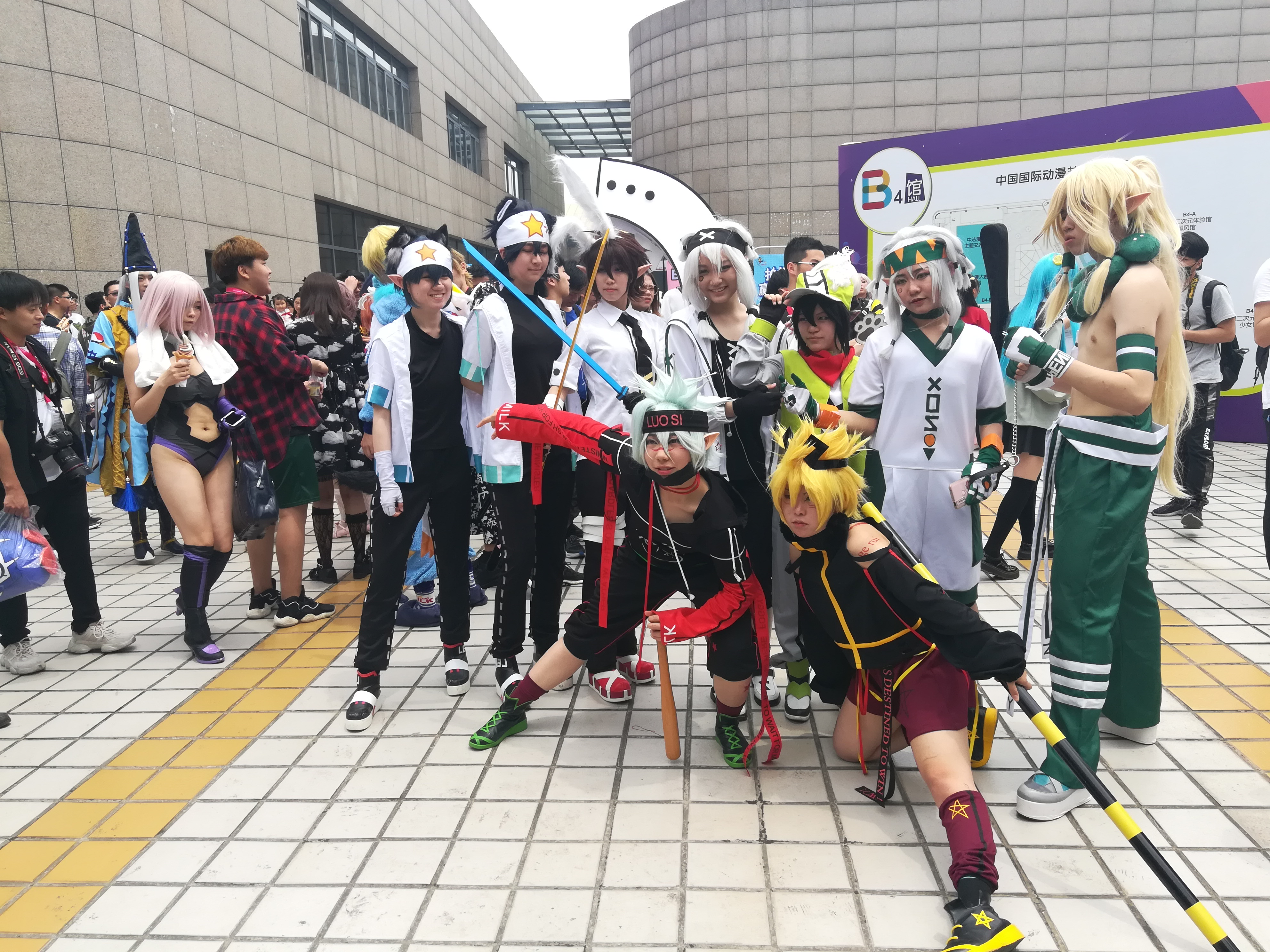
Cosplayers de la sèrie Aotu World.

El Festival Internacional d'Animació de la Xina està patrocinat per l'Administració Estatal de Ràdio, Cinema i Televisió i el Govern Popular de la Província de Zhejiang. El 2012, 461 empreses xineses i estrangeres de 61 països i regions, on hi havia els Estats Units, Japó, Itàlia i el Regne Unit, així com molts professionals de dibuixos animats hi van participar, amb una assistència total de 2,08 milions de persones. Aquell any, es van signar 165 projectes amb un valor total 10.400 milions de RMB i l'impacte total va arribar als 14.600 milions de RMB, un augment del 14% respecte a l'edició anterior. El 2013, la quantitat augmentà als 13.620 milions de RMB, amb una assistència de 1,23 milions de persones.
El festival té un paper important en la promoció de Hangzhou com a capital de l'animació, desenvolupar indústries culturals, el turisme cultural i el rol com a ciutat innovadora. A més dels esdeveniments purament industrials, també s'hi realitzen activitats com exhibicions de Cosplay i Hanfu, o jocs.
A nivell internacional, va cridar l'atenció les caricatures de Mao Zedong, Deng Xiaoping, Jiang Zemin, Hu Jintao i Xi Jinping, que es van exhibir a la desena edició, celebrada el 2014, que foren motiu de cobertura mediàtica.